# UEFA FFP 규정
UEFA FFP 규정(영어: UEFA Financial Fair Play Regulations) 또는 재정적 페어플레이 규정, UEFA 파이낸셜 룰은 구단이 자신들의 수익에 맞춰 운영하지 않을 경우 유럽 축구 연맹(UEFA) 주관 대회에 출전하지 못하게 하는 규칙이다. 즉, 유럽의 각 구단과 클럽은 지출이 수익보다 많아서는 안 되며 구단주의 사적인 자금을 제한해 구단의 부실 경영을 막겠다는 UEFA의 정책이다.

## 역사
이 규정에 앞서 유럽 축구 연맹(UEFA)은 2004-05 시즌에 클럽 라이센스 시스템을 도입하여 막대한 채무가 있는 구단에게는 정규 리그 승점을 삭감하는 등의 제재 규정을 도입하였다. 그러나 5년이 지난 2009년 당시에는 오히려 부자 구단주들의 돈 투자 등으로 인한 심리적 압박을 받은 많은 유럽 팀들이 과도하게 돈을 쏟아 붓는 현상이 일어나 유럽 각국의 최상위 리그 팀들이 약 12억 유로에 달하는 적자를 기록하게 되었다.
2009년 UEFA가 조사한 바에 따르면 655개 유럽 클럽 가운데 절반 이상이 지난 해에 비해 적자를 기록한 것으로 확인되었으며 이 가운데 20%는 재정적 위험에 처해 있는 것으로 확인되었다. 이 같은 현상은 잉글랜드 프리미어리그와 이탈리아 세리에 A, 스페인 라 리가(프리메라 디비시온)에서 크게 나타났다. 그 때 UEFA는 재정 위기에 놓인 구단들을 조사하던 중 FFP 규정에 대한 필요성을 느끼게 되었고 1년 반 정도의 회의를 거친 후 2010년 마침내 발의되어 통과되었다. 그 이후부터 유럽 클럽 협회가 승인하게 되면서 FFP 규정이 현실화되었다.

## 적용 시기 및 방법

### 첫 번째 적용 시기
2011년 6월 1일부터 시행되었다. 2011년 여름 이적 시장부터 제도의 효력이 발휘되어 2013년까지 심사 기간을 거치게 된다. 이 규정에 따라 2년 동안 심사를 했을 때 구단이 45,000,000유로(39,400,000 영국 파운드) 이상의 적자를 기록하지 않으면 UEFA 주관 대회에 출전할 수 있게 된다. 반대로 적자 폭이 45,000,000 유로(39,400,000 영국 파운드)를 넘는 구단은 UEFA 주관 대회인 UEFA 챔피언스리그나 UEFA 유로파 리그에 진출할 수 없게 된다. 즉, 클럽이 유럽 클럽 대항전 진출 티켓을 획득하더라도 이 규정에 따라 출전할 수 없게 된다.

### 두 번째 적용 시기
2014-15 시즌부터 시행될 예정인 규정이다. 3년간의 심사 결과에 따라 적자 폭이 45,000,000 유로를 넘는 구단은 UEFA 주관 대회인 UEFA 챔피언스리그나 UEFA 유로파리그에 진출할 수 없게 된다. 2017-18 시즌까지는 이 규정이 그대로 적용될 예정이다.

### 세 번째 적용 시기
2018-19 시즌에 한해서 시행될 예정인 규정이다. 3년 동안의 심사 결과에 따라 적자 폭이 30,000,000 유로를 넘는 구단은 UEFA 주관 대회인 UEFA 챔피언스리그나 UEFA 유로파리그에 진출할 수 없게 된다.

### 최종 적용 시기
2019-20 시즌부터 시행될 예정인 규정이다. 3년 동안의 심사 결과에 따라 적자를 낸 구단은 UEFA 주관 대회인 UEFA 챔피언스리그나 UEFA 유로파리그에 진출할 수 없게 된다.

## 실시

### 1차 조사대상 발표
CFC(클럽 재정 감시기구)는 UEFA 홈페이지를 통해 임금체연지불 등을 포함한 지불금의 연착에 대한 조사에 처해질 23개의 클럽을 발표했으며 현재 이 클럽들에 주어질 상금은 수여 보류 중에 있다. 조사 대상인 클럽의 목록은 다음과 같다.
FK Borac Banja Luka (보스니아헤르체고비나),
FK Sarajevo (보스니아헤르체고비나),
FK Zeljeznicar (보스니아헤르체고비나), 
PFC CSKA Sofia (불가리아), 
HNK Hajduk Split (크로아티아), 
NK Osijek (크로아티아), 
Atletico Madrid (스페인), 
Malaga (스페인), 
Maccabi Netanya (이스라엘), 
FK Shkendija 79 (마케도니아), 
Floriana FC (몰타), 
FK Buducnost Podgorica (몬테네그로), 
FK Rudar Pjevlja (몬테네그로), 
Ruch Chorzow (폴란드), 
Sporting Clube de Portugal (포르투갈), 
Dinamo Bucharest (루마니아), 
FC Rapid Bucharest (루마니아), 
FC Vaslui (루마니아), 
Rubin Kazan (러시아), 
FK Partizan (세르비아), 
FK Vojvodina (세르비아), 
Eskisehirspor (터키), 
Fenerbahce (터키)

### 위반 시 제재 조치
2013-14 시즌부터 도입될 FFP 규정을 어길 시 총 4단계의 제재 조치가 가해지게 된다. 
- 1차 조치 : 유럽대회 통한 상금 회수
- 2차 조치 : 중계권 수익 회수
- 3차 조치 : 영입선수 출전금지
- 4차 조치 : 유럽대항전 출전금지

## 의의
맨체스터 시티 FC나 말라가 CF, 파리 생제르맹 FC과 같은 부자 구단주들이 있는 팀은 적자가 나더라도 구단주의 지원으로 실력이 향상되어 리그나 국제 대회에서 좋은 결과를 얻을 수 있지만, 그렇지 않은 경우에는 되려 그들에 이끌려 돈을 투자하다가 적자가 난 후 파산하는 구단이 나올 수 있게 된다. 그러나 FFP 규정을 제정할 경우 유럽 클럽들과 구단들의 격차를 조금 줄일 수 있으며, 공평한 출발선을 제공할 수 있게 된다. UEFA는 이 규정을 통해 10년 후에 2009년에 있었던 12억 유로의 적자 규모를 낮추는 것에 있다. 660개 구단이 흑자를 보는 것은 불가능하나, 구단을 잘 운영할 수 있는 계기를 만들어주어 안정적 성장 가능성을 열어주는 것이 이 FFP 규정의 최종 의의라 하겠다.

## 참고 문헌
- ESPN<http://soccernet.espn.go.com/news/story/_/id/1155932/financial-fair-play:-uefa-'could-suspend-players'?cc=4716 보관됨 2012-09-14 - 웨이백 머신>

1. ↑  “FFP : 네이버 영어사전”. 《endic.naver.com》. 2019년 5월 30일에 확인함.